# Кривавий меридіан
«Кривавий меридіан» (англ. Blood Meridian or the Evening Redness in the West) — епічний роман американського письменника Кормака Маккарті. Роман належить до жанру вестерн, а іноді його класифікують як ревізіоністський вестерн.
Сюжет роману розповідає про вигаданого персонажа, якого називають «Малець». Більшу частину оповідання «Малець» перебуває в банді Глентона — групі мисливців за скальпами, які вбивали корінних американців з 1849 по 1850 через гроші, заради задоволення і навіть за нігілістичною звичкою. Роль антагоніста в романі поступово переходить персонажу на прізвисько «Суддя» — фізично міцного, високоосвіченого, вмілого члена банди. Він дуже білошкірий і поголений з голови до ніг.
Роман отримав широке визнання критиків і був названий найвеличнішим твором Маккарті та одним із найактуальніших американських романів усіх часів. Деякі критики називають його Великим американським романом. Було кілька спроб екранізувати роман, але жодна з них не мала успіху.

## Історія створення
Маккарті почав писати «Кривавий меридіан» у середині 1970-х років. У листі, відправленому в 1979 році, він повідомив, що розчарувався в романі та не торкався до нього протягом шести місяців. З усім тим, ключові моменти фіналу книги були написані за короткий проміжок часу.
Маккарті працював над романом, живучи за гроші, які він отримував зі Стипендії Мак-Артура. Це була його перша спроба написати вестерн та перший роман, дія якого відбувається на південному заході США.
У 1974 році Маккарті, щоб поринути в культуру південного заходу країни, перебрався з рідного Теннессі в Ель-Пасо, а також вивчив іспанську мову, якою говорять багато персонажів «Кривавого меридіана». Крім того, письменник вивчав життя банди Глентона за мемуарами Семюеля Чемберлена «Моя сповідь: Спогади шахрая». Чемберлен їздив разом із Джоном Джоелом Глентоном та його бандою між 1849 та 1850 роками.
Маккарті кілька разів повторював шлях через Мексику, пройдений бандою Глентона, відзначав топографію та фауну. При цьому він приділив багато уваги вивченню створення саморобного пороху, щоб точніше зобразити творіння «Судді».

## Персонажі

### Головні герої
- Малюк: Антигероїчний протагоніст або псевдопротагоніст роману,[5] Малюк — неписьменний житель штату Теннессі, чия мати померла під час пологів. У чотирнадцять років він тікає від батька до Техасу. Кажуть, що він має схильність до насильства і бере участь у жорстоких діях протягом усього життя. Він опановує насильницькі за своєю суттю професії, зокрема, його вербують жорстокі злочинці, в тому числі капітан Уайт, а згодом Глентон та його банда, завдяки чому він звільняється з в'язниці в Чіуауа, Мексика. Малюк бере участь у багатьох безчинствах банди Глентона, але поступово демонструє моральні якості, які зрештою ставлять його в суперечність з Суддею. Ставши дорослим, Малюк іменується «чоловіком». Літературному героєві властиві риси біографії як самого автора (Кормак Маккарті був вихідцем із Теннессі), так і полковника Семюела Чемберлена[en].
- Суддя Холден, або «суддя»: Величезний, блідий і безволосий чоловік, який часто здається майже міфічним або надприродним. Він поліглот і ерудит, а також пильний дослідник і реєстратор світу природи. Він надзвичайно жорстокий і девіантний. Кажуть, що він супроводжував банду Глентона відтоді, як вони знайшли його на самоті на скелі посеред пустелі, і він врятував їх від переслідування апачів. Натякають, що він і Глентон мають якийсь пакт. Він поступово стає антагоністом хлопця після розпаду банди Глентона, зрідка зустрічаючись з ним на короткі зустрічі. На відміну від решти членів банди, Холден соціально витончений і напрочуд освічений, проте він сприймає світ як зрештою жорстокий, фаталістичний і схильний до нескінченного циклу кривавих завоювань, а людську природу й автономію визначає воля до насильства; він стверджує, зрештою, що «війна — це бог». Прототипом є персонаж зі спогадів Семюела Чемберлена[en] «My Confession: The Recollections of a Rogue» (написаних між 1855 і 1861) під іменем Суддя Голден[en].
- Джон Джоел Глентон, або просто Глентон: американський ватажок, або «капітан», банди мисливців за скальпами, які вбивають індіанців та мексиканських цивільних і військових. Автор не зупиняється на його біографії чи зовнішності детально, за винятком того, що він невисокого зросту, з чорним волоссям і має дружину та дитину в Техасі. Він розумний стратег. Його остання велика дія — взяти під контроль прибуткову поромну переправу через річку Колорадо, що в кінцевому підсумку призводить до засідки індіанців Юма, в якій він гине. Літературний образ заснований на біографії техаського рейнджера Джона Джоела Ґлентона[en].
- Луїс Тодвін: Досвідчений злочинець, з яким хлопець б'ється, а потім спалює готель. У Тодвіна немає вух, а його лоб таврований літерами H і T (конокрад) і F. Він несподівано з'являється як співкамерник хлопця у в'язниці Чіуауа. Звідси він обманним шляхом домовляється про звільнення себе, хлопця і ще одного ув'язненого в банду Глантона. Тодвін не такий розпусний, як деякі члени банди, проте, жорстокий злочинець. Його повісили в Лос-Анджелесі разом з Девідом Брауном.
- Бен Тобін, «священник», або «колишній священник»: Член банди та колишній послушник Товариства Ісуса. Тобін залишається глибоко релігійним. Він відчуває очевидно дружній зв'язок з хлопцем і ненавидить суддю та його філософію. Він і суддя поступово стають запеклими духовними ворогами. Він виживає під час різанини в Юмі, влаштованої бандою Глантона, але отримує кулю в шию від судді. У Сан-Дієго разом з дитиною він вирушає на пошуки лікаря, але більше про нього нічого не відомо.

### Інші періодичні персонажі
- Капітан Уайт, або «капітан»: Колишній професійний солдат і американський расист, який вважає, що Мексика — це беззаконна країна, приречена бути завойованою Сполученими Штатами. Капітан Уайт веде в Мексику клаптикову роту бойовиків разом з нещодавно завербованим «Малюком». Після тижнів подорожі через сувору мексиканську пустелю компанія потрапляє в засідку, влаштовану воїнським загоном команчів. Капітан Уайт намагається втекти з кількома «офіцерами», але врешті-решт його ловлять, обезголовлюють і згодом "маринують" його голову.
- Девід Браун: Член банди, який носить намисто з людських вух. Його заарештовують у Сан-Дієго, і Глантон, здається, особливо зацікавлений у його звільненні. Він домагається свого звільнення, але не повертається до банди до різанини в Юмі. Його повісили разом з Тодвіном в Лос-Анджелесі.
- Джон Джексон: «Джон Джексон» — це ім'я, яке носять двоє чоловіків у банді Глантона — один чорний і один білий — які ненавидять один одного і між якими часто зростає напруженість у присутності один одного. Після спроби відігнати чорного Джексона від багаття, погрожуючи насильством, "Білий Джексон" був обезголовлений. «Чорний Джексон» бере на себе невід'ємну роль у банді. Хоча Джексона все ще обзивають численними образами, до нього ставляться як до частини «тіла», жодна частина якого не може бути вбита або порушена, оскільки суддя Холден докладає всіх зусиль, щоб врятувати його після зіткнення на гірському перевалі.